# رولو می
رولو مِی (به انگلیسی: Rollo May) روان‌شناس آمریکایی بود که جزو نظریه پردازان اصلی در رویکرد انسان گرا و اگزیستانسیالیست به شخصیت محسوب می‌شود.

## زندگی‌نامه
رولو می در ۲۱ آوریل ۱۹۰۹ در اِیدا، اوهایو متولد شد، اما بیشتر کودکی خود را در مارین سیتی در میشیگان سپری کرد. مِی لیسانس خود در هنرهای زیبا را در سال ۱۹۳۰ دریافت کرد، و بعد از آن، به عنوان یک نقاش و معلم دوره‌گرد، به دور اروپا سفر کرد. در این مدت، به یکی از کلاسهای تابستانی آلفرد آدلر رفت. او آدلر را دوست داشت اما نظریه اش را به نوعی، بیش از حد ساده انگارانه می‌دانست.
مِی به آمریکا برگشت تا در ۱۹۳۹ از UTS در نیویورک، مدرک الهیات بگیرد. در آنجا بود که با مکتب اگزیستانسیالیسم آشنا شد. اما بعداً به روان‌شناسی علاقه‌مند شد و در انستیتو WAWI به یادگیری روانکاوی مشغول شد. در آنجا بود که با فروم و سالیوان آشنا شد و تحت تأثیر آن‌ها قرار گرفت. می مطب خصوصی خود را در ۱۹۴۶ دایر کرد، و اولین مدرک دکتری در روان‌شناسی بالینی در تاریخ دانشگاه کلمبیا را دریافت کرد.
مِی در ۳۸ سالگی به بیماری سل مبتلا شد، و جنگ او با این بیماری، به نقطهٔ عطفی در زندگی وی تبدیل شد. در آن زمان، پزشکی زیاد پیشرفت نکرده بود و بنابراین، رولو می‌ساعت به ساعت و روز به روز، در یک بیمارستان در نیویورک، منتظر اعلام این موضوع بود که آیا به سلامت بازخواهد گشت، معلول خواهد شد، یا خواهد مرد. مِی مقدار زیادی از وقت خود را به مطالعه پرداخت، و یک کشف شگفت‌انگیز کرد: اضطراب عمیق خودش، در مقایسه با سازه‌ای مکانیکی و متافیزیکی به نام «لیبیدو»، ارتباط بیشتری با «نبود» (مرگ، عدم وجود) داشت. خوشبختانه، مِی از بیماری خود جان سالم به در برد، اما رویکرد روانکاوی وی، از بین رفت. مابقی عمر مِی به رویکرد اگزیستانسیال به شخصیت، اختصاص داده شد.
آثار مِی شامل چند کتاب، از جمله کتاب «عشق و اراده»، و تعداد زیادی مقاله‌است. علاوه بر فعالیت در مطب خصوصی خود، به تدریس در هاروارد، یِیل، پرینستون، کلمبیا، دارتموث، واسر، دانشگاه نیویورک، و NSSR. رولو مِی در اکتبر ۱۹۹۴، به علت ایست قلبی در تیبورن، کالیفرنیا، درگذشت.

## نظریات
رولو می ۴ نوع عشق را در سنت غرب مشخص کرد: میل جنسی، اروس، فیلیا، و مهرورزی.
میل جنسی:
میل جنسی نوعی کارکرد زیستی است که می‌توان آن را از طریق آمیزش جنسی یا روش‌های دیگر آزاد کردن تنش جنسی ارضا کرد. گرچه میل جنسی در جوامع مدرن غربی بی‌ارزش شده‌است، اما هنوز نیروی تولید مثل است، سایقی که به نژاد تداوم می‌بخشد و منبع شدیدترین لذت و فراگیرترین اضطراب انسان است. می معتقد بود که در دوران باستان، میل جنسی درست مثل خوردن و خوابیدن مسلم انگاشته می‌شد. در عصر نوین، میل جنسی مشکل ساز شده‌است. اولاً، در دورهٔ ویکتوریایی، جوامع غربی عموماً احساس‌های جنسی را انکار می‌کردند، و میل جنسی در مصاحبت با فرهنگ و با نزاکت موضوع گفتگو نبود. بعداً، در دههٔ ۱۹۲۰، افراد علیه این بازداری جنسی واکنش نشان دادند؛ میل جنسی ناگهان علنی شد و بیش تر جوامع غربی به آن دل‌مشغول شدند. می خاطر نشان ساخت که جامعه از دوره‌ای که میل جنسی آکنده از گناه و اضطراب بود به سمت دوره ای پیش رفت که گناه و اضطرابی به همراه ندارد.
اروس:
میل جنسی نیازی فیزیولوژیکی است که از طریق آزاد شدن تنش ارضا می‌شود اما اروس میل روانی است که از طریق پیوند با دوام با فردی عزیز آفریده می‌شود. اروس عشق ورزیدن است و میل جنسی تحریک کردن اندام هاست. اروس میل به برقراری وحدت با دوام است و میل جنسی میل به تجربه کردن لذت است.
فیلیا:
رهایی میل جنسی است که براساس فیلیا قرار دارد. یعنی دوستی صمیمانهٔ غیرجنسی بین دو نفر. فیلیا را نمی‌توان به عجله واداشت بلکه رشد کردن و پرورش یافتن آن به زمان نیاز دارد. پرورش عشق تدریجی بین خواهر و برادرها یا بین دوستان همیشگی نمونه‌ای از فیلیاست. فیلیا به جز پذیرفتن فردی که برای ما عزیز است، بودن با او و خوشحال کردن او، ما را به چیز دیگری ملزم نمی‌کند. فیلیا، دوستی در ساده‌ترین حالت است.
مهرورزی:
همانگونه که اروس به فیلیا وابسته است، فیلیا نیز به مهرورزی نیاز دارد. خود می مهرورزی را به این صورت تعریف کرد: محترم شمردن دیگری و علاقه به رفاه او بدون هرگونه نفعی که بتوان از آن به دست آورد. عشق بی طرفانه، مانند عشق خدا به انسان.
مهرورزی عشق نوع‌دوستانه است. این عشق، نوعی عشق معنوی است که به رفتارها یا ویژگی‌های طرف مقابل وابسته نیست بلکه نامشروط است.